# Anthobiodes
Anthobiodes — рід жуків з підродини галеруцинів в родині листоїдів.

## Перелік видів
- Anthobiodes angustus (Allard, 1876)
- Anthobiodes heydeni (Allard, 1870)
- Anthobiodes turcica (L. Medvedev, 1975)